# Czerna Mała
Czerna Mała (przed 1945: niem. Kleine Tschirne lub Gotbach, Halbauer Wasser, Kleiner Hammerbach) – rzeka w zachodniej Polsce w województwach lubuskim i dolnośląskim; lewy, najdłuższy dopływ rzeki Czerna Wielka, wypływa z Pogórza Izerskiego, na terenie wsi Godzieszów, w gminie Nowogrodziec, ok. 2,5 km od źródeł Czernej Wielkiej; płynie przez obszar Borów Dolnośląskich przez Węgliniec i Iłowę. W Iłowej, kilka kilometrów od jej ujścia do Czernej Wielkiej, zasilana jest przez Czernicę.
W województwie dolnośląskim na obszarze Borów Dolnośląskich, Czerna Mała zasila w wodę kilka stawów hodowlanych. Do największych należą:
| Nazwa                    | Powierzchnia w ha | Objętość w mln m³ |
| ------------------------ | ----------------- | ----------------- |
| Żurawi                   | 38,3              | 0,575             |
| Rzymski Górny            | 25,5              | 0,383             |
| Dziczy                   | 13,76             | 0,206             |
| Rzymski Dolny            | 7,37              | 0,111             |
| Palmowy Zachodni i Dolny | 4,36              | 0,065             |
| Palmowy Wschodni         | 1,23              | 0,018             |

Na pograniczu województw w latach 70. XX wieku na południe od wsi Klików i na wschód od drogi wojewódzkiej nr 296 w miejscu opuszczonej (istniejącej jeszcze w 1952) gromady Brzeźna (niem. Birkenlache) w gminie Ruszów na Czernej Małej powstał zbiornik retencyjno-rekreacyjny51°27′27,688″N 15°12′11,599″E/51,457691 15,203222. Zalew ma powierzchnię ok. 17 ha i średnią głębokość 1,7 m. Znajduje się pod opieką Koła PZW w Iłowej.